# Ville Skinnari

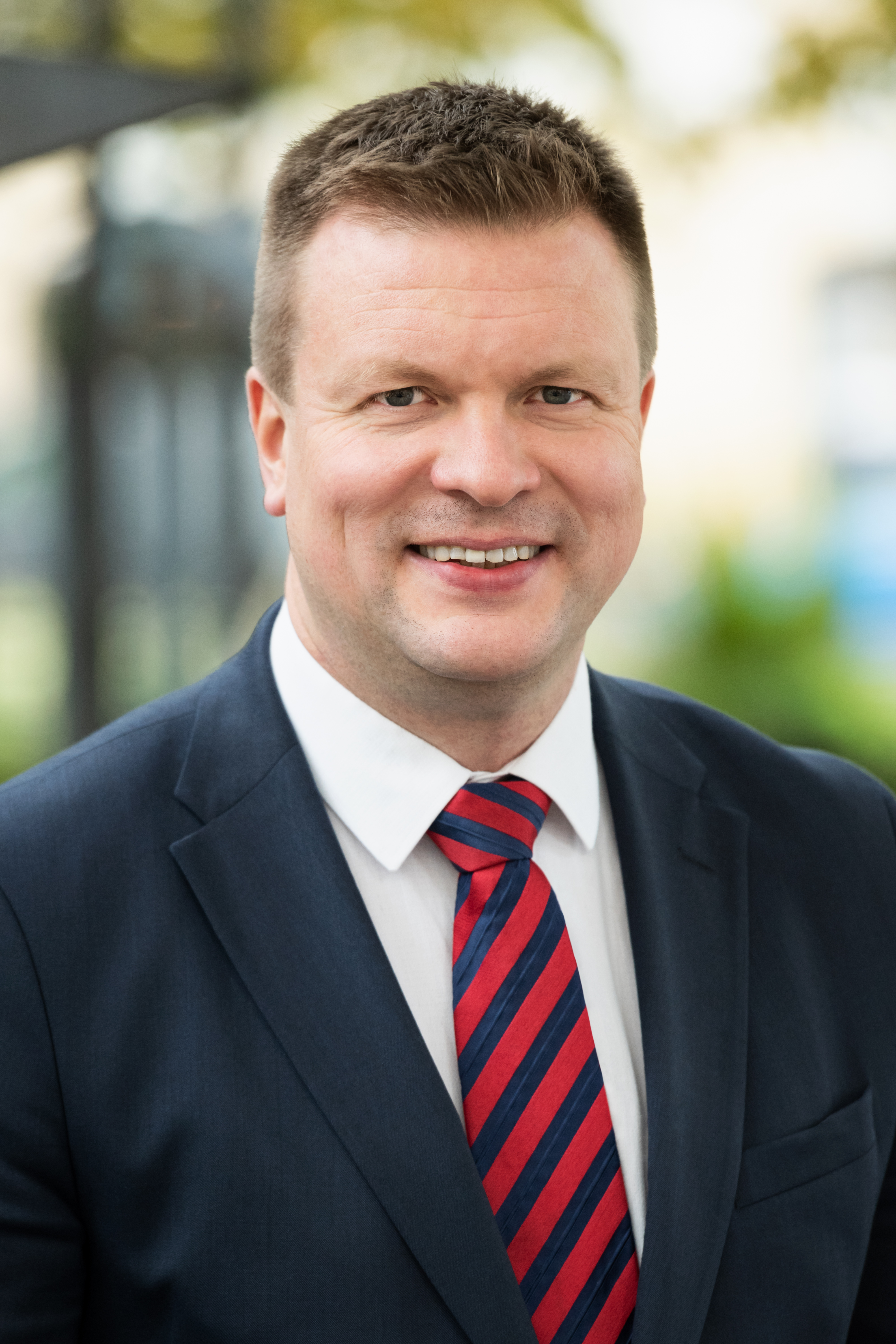
Ville Skinnari (2019)

Ville Tapio Skinnari (* 21. Februar 1974 in Lahti) ist ein finnischer Politiker der Sozialdemokratischen Partei Finnlands (SDP) und ehemaliger Eishockeyspieler. Er ist seit dem 6. Juni 2019 Minister für Außenhandel und Entwicklung, zunächst im Kabinett Rinne und seit dem 10. Dezember 2019 im Kabinett Marin.

## Leben
Skinnari hat zwischen 1992 und 1997 als Profi-Eishockeyspieler für die Vereine Reipas Lahti, Dordrecht Lions und Solihull Blaze gespielt. Er hat 1999 an der Universität Wolverhampton einen Bachelor of Arts und 2001 an der Brunel University einen Master of Laws erworben. Seit der Parlamentswahl 2015 ist er als Abgeordneter für den Wahlkreis Häme Mitglied des finnischen Parlaments. Ville Skinnari ist verheiratet und hat drei Kinder.